# 伊集院町下神殿
伊集院町下神殿（いじゅういんちょうしもこうどの）は、鹿児島県日置市の大字。旧薩摩国日置郡伊集院郷下神殿村、日置郡下伊集院村大字下神殿、日置郡伊集院町大字下神殿。郵便番号は899-2511。人口は696人、世帯数は283世帯（2020年10月1日現在）。

## 地理
日置市の中央部に位置しており、神之川支流野田川の中流域に位置している。町域の北方には東市来町養母、伊集院町上神殿、東方から南方にかけては伊集院町麦生田、西方には伊集院町桑畑、伊集院町妙円寺がそれぞれ隣接している。
字域の南端部を国道3号が東西に通っており、西部には鹿児島県道304号仙名伊集院線が南北に通っている。また、県道304号に沿って九州新幹線が通っている。
教育施設は東部に日置市立伊集院北小学校があり、隣接して日置市立伊集院北幼稚園がある。また、西部には日置市立伊集院北中学校がある。集落は海抜150mの北部丘陵の裾に多く所在している。

### 河川
- 野田川

## 歴史

### 下神殿の成立と中世
下神殿という地名は鎌倉時代より見え、薩摩国伊集院のうちであった。建久8年の薩摩国図田帳には伊集院のうちとして「下神殿十六町　万得」とある。また、鎌倉時代末期頃のものと推測される伊集院分造宇佐宮用途支配注文には「下神殿　肆拾参疋　米玖斗壱合」とある。南北朝期には下神殿は伊集院氏が領していたが、戦国期になり伊集院氏は没落し、伊集院のその他の地と共に島津本家の直轄地となった。
永正11年の伊集院諏訪祭札番帳には「六番　下神殿名」とあり、島津本家の支配下で伊集院麓にある諏訪神社（現在の南方神社）の番役を負担していたと考えられる。中世後期頃には上神殿と併せて神殿と総称されていた。

### 江戸期の下神殿
江戸時代には薩摩国日置郡伊集院郷（外城）のうちであり、村高は天明8年の「由緒再撰記」では824石余、「天保郷帳」では839石余、「旧高旧領取調帳」には839石余であった。

### 町村制施行以後

旧下伊集院村における下神殿（オレンジ色）の位置

1889年（明治22年）4月1日に町村制が施行されたのに伴い、伊集院郷の北部にあたる苗代川村・野田村・神之川村・宮田村・寺脇村・上神殿村・下神殿村・嶽村・桑畑村・麦生田村・有屋田村の区域より日置郡下伊集院村が成立した。下神殿村は下伊集院村の大字「下神殿」となった。1947年（昭和22年）には町村制施行時より村の西部の苗代川（現在の日置市東市来町美山）にあった下伊集院村役場が、下伊集院村の中央部に移転することとなり、下神殿1500番地に移転した。
1956年（昭和31年）9月30日には同日に官報に掲載された「 町村の廃置分合」（総理府告示）により下伊集院村が解体分割されることとなり、大字有屋田・大字嶽が日置郡郡山町、大字苗代川・大字宮田・大字神之川（一部）が日置郡東市来町、大字神之川（一部）が日置郡日吉町にそれぞれ編入され、その他の下伊集院村の区域及び及び伊集院町の全域を廃し新たに伊集院町が設置された。大字下神殿は伊集院町に編入され、伊集院町の大字となった。
1979年（昭和54年）10月8日に妙円寺団地の区域にあたる区域において大字が設置され、大字郡（現在の伊集院町郡）のうち字立野・宇都平・中迫・分亀・舟床原・木原迫・中木原・木原ノ原、大字徳重（現在の伊集院町徳重）のうち字西原・内尾迫・一本松・大木原・鬼ヶ瀬戸・長迫・平原ノ上、大字野田（現在の伊集院町野田）のうち字小堀・東原、大字下神殿のうち字尾見鳥の各一部より妙円寺一丁目、大字徳重のうち字一本松、大字野田のうち東原・川路山、大字下神殿のうち字尾見鳥・大字桑畑（現在の伊集院町桑畑）のうち字樋掛・松ヶ迫・桑迫の各一部より妙円寺三丁目がそれぞれ設置された。2001年（平成13年）には桑畑字井手下の一部が下神殿字桃北田の一部、妙円寺三丁目字井寺下が下神殿字尾見鳥の一部、下神殿字桃北田の一部が桑畑字井手下の一部となった。
2005年（平成17年）5月1日に伊集院町が日置郡東市来町、吹上町、日吉町と合併し日置市が成立した。この合併に先立って設置された法定合併協議会である「日置中央合併協議会」において大字名については「字の区域は、現行どおりとし、現行の字の名称の前に当該字の属する合併前の町の名称を付し、字の名称を変更する。」と協定された。合併日の2005年（平成17年）5月1日に鹿児島県の告示である「 字の名称の変更」が鹿児島県公報に掲載された。この告示の規定に基づき即日大字の名称変更が行われ、大字名が「下神殿」から「伊集院町下神殿」に改称された。

### 字域の変遷
| 実施後                   | 実施年             | 実施前                       |
| ------------------------ | ------------------ | ---------------------------- |
| 大字妙円寺一丁目（新設） | 1979年（昭和54年） | 大字郡（一部）               |
| 大字妙円寺一丁目（新設） | 1979年（昭和54年） | 大字徳重（一部）             |
| 大字妙円寺一丁目（新設） | 1979年（昭和54年） | 大字野田（一部）             |
| 大字妙円寺一丁目（新設） | 1979年（昭和54年） | 大字下神殿（一部）           |
| 大字妙円寺三丁目（新設） | 1979年（昭和54年） | 大字徳重（一部）             |
| 大字妙円寺三丁目（新設） | 1979年（昭和54年） | 大字野田（一部）             |
| 大字妙円寺三丁目（新設） | 1979年（昭和54年） | 大字下神殿（一部）           |
| 大字妙円寺三丁目（新設） | 1979年（昭和54年） | 大字桑畑（一部）             |
| 下神殿字桃北田（編入）   | 2001年（平成13年） | 桑畑字井手下（一部）         |
| 下神殿字尾見鳥（編入）   | 2001年（平成13年） | 妙円寺三丁目字井手下（一部） |
| 桑畑字井手下（編入）     | 2001年（平成13年） | 下神殿字桃北田（一部）       |

## 人口
以下の表は国勢調査による小地域集計が開始された1995年以降の人口の推移である。
| 統計年             | 統計年 | 人口 | 人口 |
| ------------------ | ------ | ---- | ---- |
| 1995年（平成7年）  | [ 15 ] | 833  |      |
| 2000年（平成12年） | [ 16 ] | 858  |      |
| 2005年（平成17年） | [ 17 ] | 837  |      |
| 2010年（平成22年） | [ 18 ] | 802  |      |
| 2015年（平成27年） | [ 19 ] | 795  |      |
| 2020年（令和2年）  | [ 5 ]  | 696  |      |

## 施設

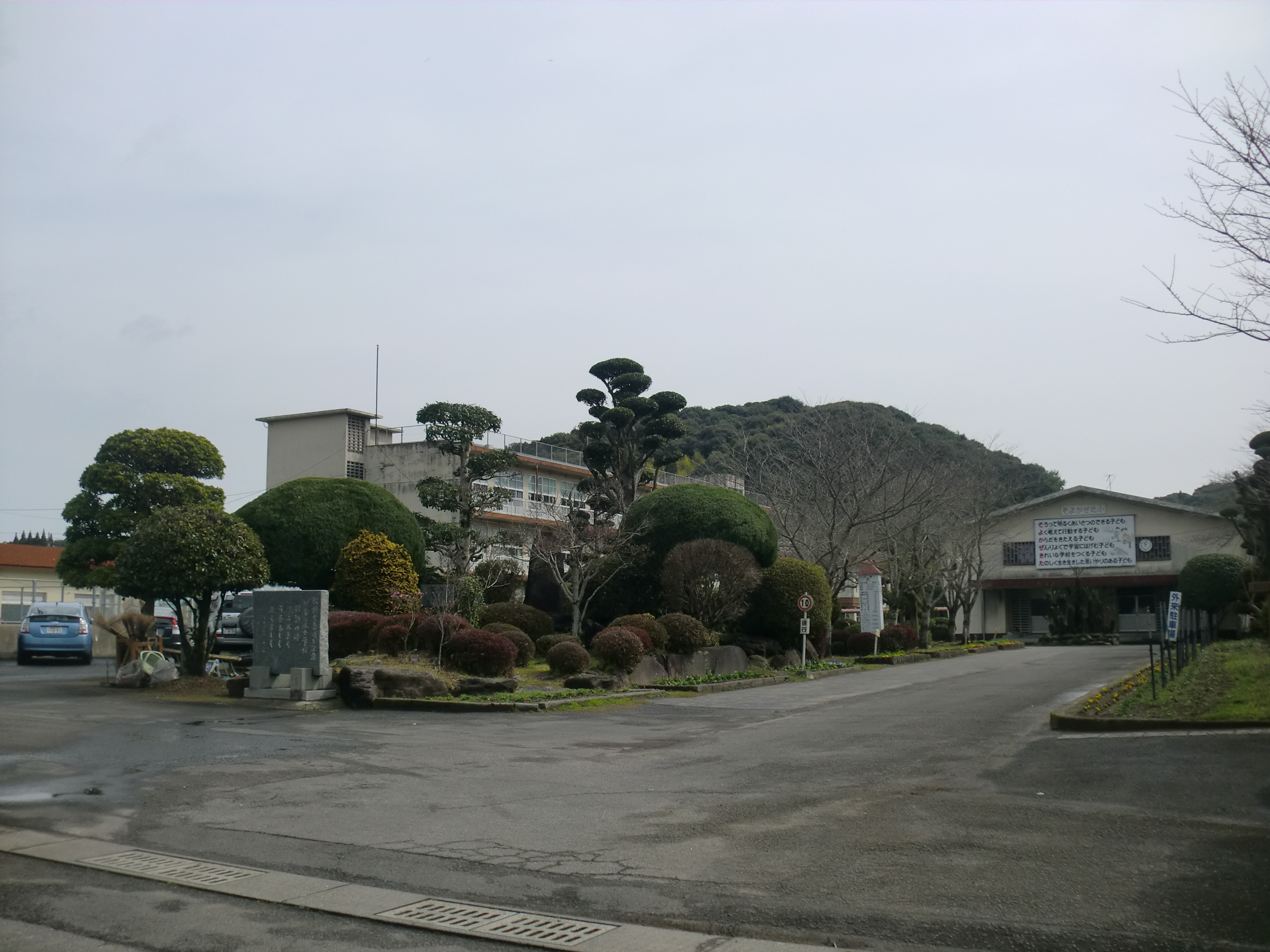
日置市立伊集院北小学校

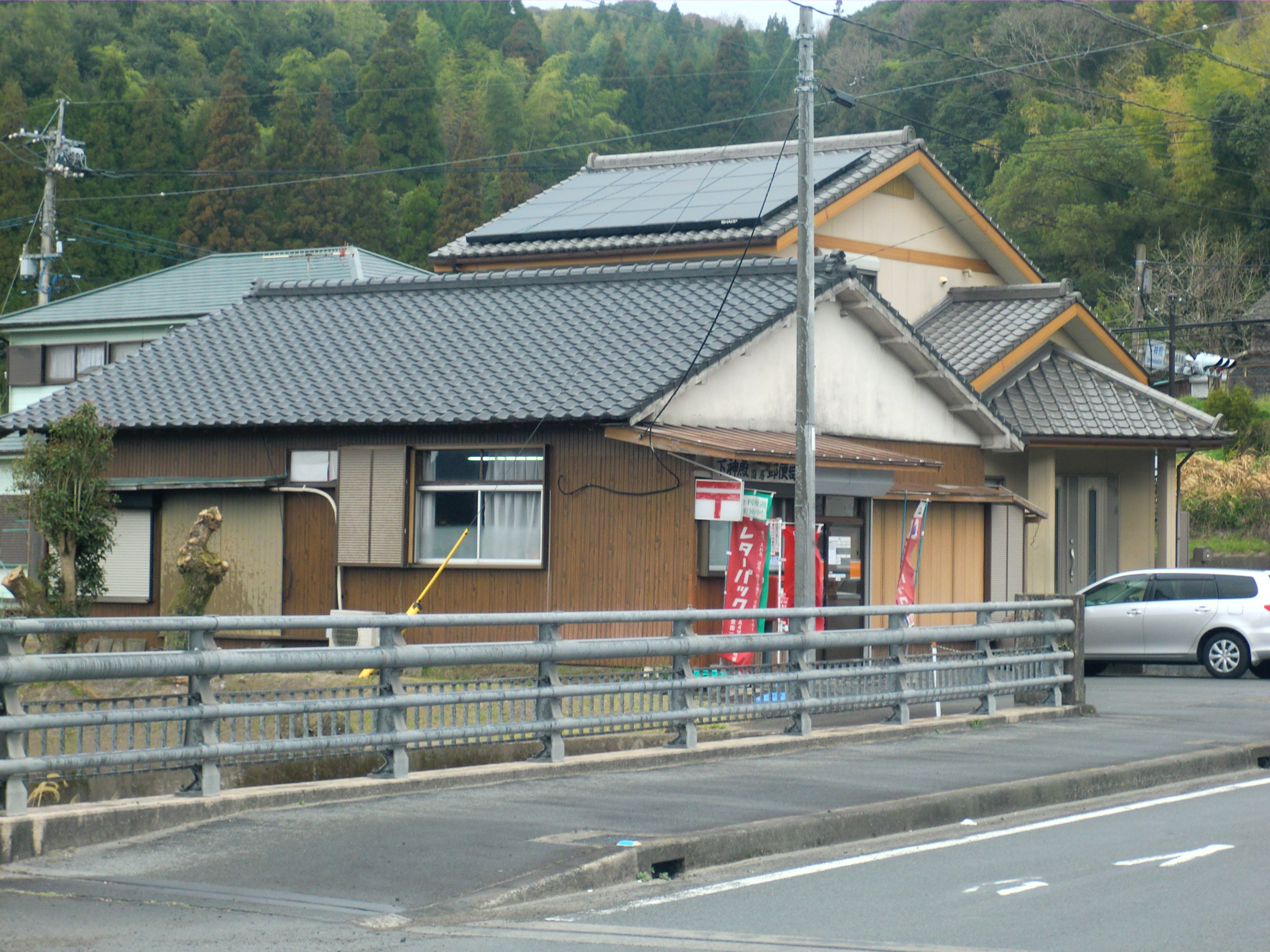
下神殿簡易郵便局

### 公共
- 日置市伊集院農村生活センター

### 教育
- 日置市立伊集院北中学校
- 日置市立伊集院北小学校
  - 日置市立伊集院北幼稚園
- いじゅういんきた保育園（旧：伊集院北保育所）

### 郵便局
- 下神殿簡易郵便局[20]

## 小・中学校の学区
市立小・中学校に通う場合、学区（校区）は以下の通りとなる。
| 大字           | 番地 | 小学校                 | 中学校                 |
| -------------- | ---- | ---------------------- | ---------------------- |
| 伊集院町下神殿 | 全域 | 日置市立伊集院北小学校 | 日置市立伊集院北中学校 |

## 交通

### 道路
一般国道
- 国道3号

一般県道
- 鹿児島県道304号仙名伊集院線